# Тайши
Тайши (монг. тайш, бур. тайшаа; также тайша, таищи, таиши) — у монгольских народов вождь, старейшина более или менее обширной родовой группы. Подобно ханам и хунтайджи, тайши у ойратов причислялись к категории старших владельцев, но занимали несколько подчинённое положение.
Изначально титул тайши приобретался племенными вождями, не принадлежащими к потомкам Чингисхана, но имеющими жену из рода Борджигин, в противовес титулу тайджи, который носили все потомки Хубилая. Титул наследовался старшим сыном либо старейшим в роду. Вместе с званием к наследнику переходило управление родовым улусом. Если старшая линия тайши вымирала, то место её занимал старейший родич из ближайшей родовой ветви; улус последнего в таком случае переходил к третьей родовой ветви. Младшие сыновья тайши получали в удел небольшие улусы, признавая главенство старших в роде, и платили им дань, определённую либо символическую.
Не принадлежа к числу чингисидов, тайши не имели права на занятие общемонгольского престола, однако в 1453 году Эсэн-тайши узурпировал титул великого хана Северной Юань. Тайши Хо-Урлюк является основателем самостоятельного государства торгоутов — Калмыцкого ханства.
У калмыков тайши были обязаны помогать нойонaм во время войны, а в мирное время участвовать в княжеском совете, за что они получали ежегодно по сотне баранов. У бурят звание тайши было мало распространено в период их вхождения в состав России, однако впоследствии с созданием степных дум и ведомств получило применение, но с существенными ограничениями компетенции тайшей. Со второй половины XIX века бурятские тайши стали избираться: сначала пожизненно, затем сроком на 3 года; при этом происхождению уделялось небольшое внимание. Тайши избирались общедумским сугланом, то есть собранием представителей от всей думы или ведомства, и утверждались в этой должности иркутским генерал-губернатором.